# Zhen xin hua
Zhen Xin Hua é um filme singapurense-hongueconguês de 1999, falado em cantonês, e realizado e escrito por Tung-Shing Yee.
A vida neste filme é baseada em vários ditados filosóficos chineses, um destes é a tradução de um dos ditados: "Nunca tome nada do que for alheio, mais cedo ou mais tarde pagará por isso.". 

Protagonizam este filme: Fann Wong, Peter Ho, Cheng Pei-pei e Kar Lok Chin.